# Koashvit
Koashvit ist ein sehr selten vorkommendes Mineral aus der Mineralklasse der „Silikate und Germanate“ mit der idealisierten chemischen Zusammensetzung Na6CaTiSi6O18 und ist damit chemisch gesehen ein Natrium-Calcium-Titan-Silikat.
Koashvit kristallisiert im orthorhombischen Kristallsystem, konnte aber bisher nur in Form abgeplatteter Mineral-Aggregate und eingewachsen als kleine Äderchen in ultrabasischem Pegmatit gefunden werden. Das Mineral ist durchsichtig, von hellgelber Farbe und zeigt auf der Oberfläche einen glasähnlichen Glanz.

## Etymologie und Geschichte
Erstmals entdeckt wurde Koashvit 1965 in einem Bohrkern in einer Tiefe von rund 150 Metern. Die Bohrung wurde am östlichen Abhang des Koaschwa nahe dem gleichnamigen Tagebau geteuft. Der Koaschwa gehört zum Bergmassiv der Chibinen auf der zur Oblast Murmansk gehörenden, russischen Halbinsel Kola. Wissenschaftlich beschrieben wurde das Mineral durch Yu. L. Kapustin, Z. V. Pudovkina, A. V. Bykova und G. V. Lyubomilova, die es nach seiner Typlokalität benannten. Die vollständige Mineralbeschreibung und der gewählte Name wurde bei der International Mineralogical Association (IMA) zur Prüfung eingereicht (Eingangs-Nr. der IMA: 1973-026) und anerkannt. Die Publikation der Neuentdeckung folgte 1974 zunächst auf Russisch im Wissenschaftsmagazin Zapiski Vsesoyuznogo Mineralogicheskogo Obshchestva und ein Jahr später, durch Michael Fleischer übersetzt auf Englisch, im International Geology Review.
Typmaterial des Minerals wird im Mineralogischen Museum der Russischen Akademie der Wissenschaften in Moskau unter den Katalog-Nr. 75148 sowie an der Mines ParisTech in Paris aufbewahrt.

## Klassifikation
In der veralteten 8. Auflage der Mineralsystematik nach Strunz ist der Koashvit noch nicht verzeichnet. Einzig im Lapis-Mineralienverzeichnis nach Stefan Weiß, das sich aus Rücksicht auf private Sammler und institutionelle Sammlungen noch nach dieser alten Form der Systematik von Karl Hugo Strunz richtet, erhielt das Mineral die System- und Mineral-Nr. VIII/E.16-50. In der „Lapis-Systematik“ entspricht dies der Klasse der „Silikate und Germanate“ und dort der Abteilung „Ringsilikate (Cyclosilikate)“, wo Koashvit zusammen mit Imandrit, Kazakovit, Kapustinit, Litvinskit, Lovozerit, Petarasit, Tisinalith, Townendit und Zirsinalith die „Lovozerit-Gruppe“ bildet (Stand 2018).
Die seit 2001 gültige und von der International Mineralogical Association (IMA) bis 2009 aktualisierte 9. Auflage der Strunz’schen Mineralsystematik ordnet den Koashvit ebenfalls in die Abteilung der „Ringsilikate (Cyclosilikate)“ ein. Diese ist allerdings weiter unterteilt nach Struktur der Ringe einschließlich möglicher Anwesenheit von inselartig verteilten, komplexen Anionen, so dass das Mineral entsprechend seinem Aufbau in der Unterabteilung „[Si6O18]12−-Sechser-Einfachringe ohne inselartige, komplexe Anionen“ zu finden ist, wo es als Namensgeber zusammen mit Imandrit die „Imandrit-Koashvit-Gruppe“ mit der System-Nr. 9.CJ.20 ohne weitere Mitglieder bildet.
Auch die vorwiegend im englischen Sprachraum gebräuchliche Systematik der Minerale nach Dana ordnet den Koashvit in die Klasse der „Silikate und Germanate“, dort allerdings in die bereits etwas feiner unterteilte Abteilung der „Ringsilikate: Sechserringe“ ein. Hier ist er zusammen mit Imandrit, Petarasit und Litvinskit in der „Lovozeritgruppe (Orthorhomische und Monokline Untergruppe)“ mit der System-Nr. 61.01.02b innerhalb der Unterabteilung „Ringsilikate: Sechserringe mit Si6O18-Ringen; mögliche (OH) und Al-Substitution“ zu finden.

## Kristallstruktur
Koashvit kristallisiert orthorhombisch in der Raumgruppe Pmnb (Raumgruppen-Nr. 62, Stellung 2) mit den Gitterparametern a = 10,18 Å; b = 20,90 Å; c = 7,34 Å sowie 4 Formeleinheiten pro Elementarzelle.

## Bildung und Fundorte
Koashvit bildet sich durch Verdrängung von Lomonosovit und findet sich in Form kleiner Äderchen in ultrabasischem Pegmatit. Neben Lomonosovit finden sich als Begleitminerale unter anderem noch Natrophosphat, Pektolith und Villiaumit.
Die wichtigsten Gesteine an der Typlokalität Koaschwa sind Apatit-Nephelinit mit Carbonatit, Urtit und Foidolit. Der nach wie vor aktive Tagebau (Stand 2017) ist als reichhaltige Lagerstätte bekannt, in der allein 29 Minerale erstmals entdeckt und insgesamt 107 Minerale und Varietäten bekannt wurden.
Weitere bisher bekannte Fundorte sind das Flusstal des Wuonnemjok, der Berg Raswumtschorr und der Schacht Material'naya am Berg Yukspor in den Chibinen sowie der Berg Karnassurt im Lowosero-Tundra.